# Roger Monier
Pour les articles homonymes, voir Monier.
Roger Monier (né le 16 novembre 1924 à Paris où il est mort le 14 septembre 2008) est un chercheur en biologie, membre de l'Académie des sciences.
Il a été un pionnier, avec Maurice Tubiana, de la recherche sur le cancer à l'Institut Gustave Roussy à Villejuif, qu'il dirigea de 1972 à 1981, tout en continuant à y exercer ses recherches par la suite. Il a été directeur scientifique du département des sciences de la vie au CNRS de 1980 à 1985. Il est élu membre de l'Académie des sciences le 9 novembre 1992.

## Distinctions et Prix
- Prix Charles-Léopold Mayer de l'Académie des sciences, en 1978, partagé avec Piotr Slonimski
- Prix Charles-Léopold Mayer de la SFBBM (Société française de biochimie et de biologie moléculaire), en 1960, partagé avec Mirko Beljanski.
- Commandeur des palmes académiques
- Commandeur de l'Ordre national du mérite
- Officier de la Légion d'honneur